# Campanula tymphaea
Campanula tymphaea är en klockväxtart som beskrevs av Heinrich Carl Haussknecht. Campanula tymphaea ingår i släktet blåklockor, och familjen klockväxter. Inga underarter finns listade i Catalogue of Life.